# هرمان میلاکوفسکی
هرمان میلاکوفسکی (انگلیسی: Herman Millakowsky; ۲۷ ژوئیهٔ ۱۸۹۲ – ۱۲ فوریهٔ ۱۹۸۷) تهیه‌کننده اهل آلمان بود.